# L'Homme qui dort
Pour plus de détails, voir Fiche technique et Distribution.
L'Homme qui dort (眠る男, Nemuru otoko) est un film japonais réalisé par Kōhei Oguri, sorti en 1996.

## Synopsis
Takuji est dans le coma depuis un accident dans les montagnes. Ses voisins viennent lui rendre visite.

## Fiche technique
- Titre : L'Homme qui dort
- Titre original : 眠る男 (Nemuru otoko?)
- Réalisation : Kōhei Oguri
- Scénario : Kiyoshi Kenmochi et Kōhei Oguri
- Musique : Toshio Hosokawa
- Photographie : Osame Maruike
- Montage : Nobuo Ogawa
- Production : Hiroshi Fujikura et Kiyoshi Kenmochi
- Société de production :
- Société de distribution : Médiatopia (France)
- Pays d'origine :  Japon
- Langue originale : japonais
- Format : couleur - 1,66:1 - 35 mm
- Genre : Drame
- Durée : 103 minutes[1]
- Dates de sortie :
  - Japon : 3 février 1996[1]
  - France : 7 décembre 1997[2],[3]

## Distribution
- Ahn Sung-ki : Takuji
- Christine Hakim : Tia
- Kōji Yakusho : Kamimura
- Jun Hamamura : le vieil homme à la poste
- Tokie Hidari : Tomiko
- Masao Imafuku : Kiyoji, le père de Takuji
- Ittoku Kishibe : le chef
- Toshie Kobayashi
- Akiko Nomura : Fumi
- Takahiro Tamura : Denjihei
- Tetsu Watanabe : Daigo
- Masako Yagi : Omoni

## Accueil
- AllMovie : [4]